# 체스터 간
체스터 간(Chester Gan, 1908년 7월 4일 ~ 1959년 6월 29일)은 미국의 배우이다.
샌프란시스코에서 태어났다.

## 영화
- 더 어메이징 미시즈 홀리데이 (1943년)
- 크래쉬 다이브 (1943년)
- 리비아 상륙작전 (1942년)
- 어크로스 더 패시픽 (1942년)
- 데이 멧 인 봄베이 (1941년)
- 말타의 매 (1941년)
- 스토우어웨이 (1936년)
- 에이스 드러몬드 (1936년)
- 미트 더 바론 (1933년)